# Claudio Iturra
Claudio Iturra Jáuregui (Santiago, 21 de agosto de 1980-Las Condes, 22 de mayo de 2024) fue un productor, periodista, generador de contenidos y aventurero chileno. Fue conocido por realizar programas de televisión sobre turismo y viajes exóticos por distintos lugares de Chile y el mundo.

## Vida personal
Estudió periodismo en la Universidad Diego Portales. Iturra se autodenominaba un trabajólico y fue admirador del fallecido empresario Steve Jobs. Iturra creía en Dios, pero no profesaba el cristianismo. Era llamado "Rambito", sobrenombre acuñado por Gabriele Benni.

## Trayectoria profesional
Trabajó por nueve años en la productora Kike 21 de Mega, comenzando como asistente, mientras realizaba su práctica profesional, hasta llegar a producción. Allí participó en los programas Morandé con compañía y La ley de la selva, siendo productor del segundo durante cuatro años. En este último, a partir de abril de 2008, inició su sección de supervivencia, inspirado parcialmente por el programa Man vs. Wild de Discovery Channel (por lo que ha suscitado comparaciones con Bear Grylls). Antes de esto, Iturra realizó un curso de seis meses en la brigada de operaciones especiales del Ejército de Chile.
A principios de la década de 2010 fundó la empresa generadora de contenidos Ratz Media, junto al periodista Gonzalo Feito, para comercializar sus documentales.
En 2011 participó en el programa de telerrealidad Año 0 de Canal 13 como el encargado de realizar pruebas extremas para los participantes. En 2012 realizó notas para el programa Sin vergüenza de Chilevisión. Más tarde migró nuevamente a Canal 13 para conducir los programas Cultura Salvaje, Cultura Sagrada, Cultura Milenaria y Cultura Indomita, enfocados en recorrer distintas civilizaciones del mundo.
Iturra dice que a partir de 2015 dejó de manipular animales "por la maduración de nuestra conciencia medioambiental".
En 2016 presentó los programas Cultura Indómita de 13C y Maravillas del mundo por Canal 13.
En octubre de 2016, Iturra y su equipo fundaron la agencia de viajes Masái Travel que busca recrear sus experiencias mostradas por televisión. Su primer destino fue la Amazonia boliviana.
En 2017 comenzó a animar El Transiberiano, programa donde recorre Rusia.
En 2018 comenzó a animar Ruta 5, programa donde recorre Chile de Arica a Punta Arenas.

### Accidentes
Trabajando en Pirque para La ley de la selva, Iturra fue envenenado por una rana kambó. Asegura que en 2010 un león lo atacó en un parque de Sudáfrica, resultando con heridas leves. En un viaje con Gianella Marengo a la selva Amazónica, en el río Yacuma, se encontraban trasladando cocodrilos en una balsa (tarea que realizan los locales para alejarlos de la gente) cuando uno se soltó y se acercó a la conductora, alcanzando a ser tirado al agua por un guía. En 2012 fue apresado en Alejandría (Egipto) porque una turba confundió a su equipo con espías. Durante otra ocasión, en la frontera de Kenia con Etiopía, piratas de tierra intentaron robar su vehículo con metralletas, pero los consiguió evadir. En septiembre de 2013, mientras grababa en un helicóptero la ciudad del Dalái lama, Dharamsala (India), fue llevado a un centro de detención por un día al ser confundido con terroristas. En septiembre de 2016 fue nuevamente detenido en la frontera de Israel y Jordania por tres horas debido a sospechas de espionaje.

## Controversias
En el reality show Año 0 de 2011, Claudio Iturra llevó culebras de cola larga (una especie vulnerable protegida) para que los participantes las mataran y comieran. Esto provocó denuncias al Servicio Agrícola y Ganadero y un posterior allanamiento al programa realizado por la Policía de Investigaciones. Iturra y los productores del espectáculo alegaron desconocer la protección del animal.
El 26 de octubre de 2016, diecinueve excolaboradores de Iturra, incluyendo la actriz Carolina Varleta y el aventurero Luis Andaur, publicaron en la revista The Clinic una misiva acusando al periodista de "prácticas reprochables" como "abuso de poder y maltrato psicológico" luego de que su productora, Masái Media, anunciara la búsqueda de nuevos empleados. Tanto Iturra como los actuales trabajadores de la productora desmintieron las acusaciones. En noviembre de 2016, el periodista Cristóbal Fernández ganó un juicio contra Iturra por despido injustificado, debido a un supuesto arranque de ira mientras se encontraban en Brasil, recibiendo una indemnización superior a los 2,5 millones de pesos chilenos.
Después de la denuncia de los extrabajadores, comenzó a circular en las redes sociales un video sin editar que, entre otras cosas, muestra a Iturra diciendo que se encontró con tapires salvajes dentro de la selva costarricense, cuando en realidad estaba en un zoológico. En consecuencia, 67 especialistas en vida silvestre, respaldados por la Asociación de Médicos Veterinarios de Fauna Silvestre, firmaron una declaración pública a través del periódico El Dínamo criticando las implicaciones éticas y sociales de los programas de Iturra. En sus descargos, el periodista dijo que el video fue grabado en sus comienzos y que no lo volvería a repetir.
Fue frecuentemente criticado por difundir «datos falsos» e «información equivocada» sobre los lugares y fenómenos culturales que relataba en sus programas, generando vergüenza y deshonra en los especialistas. En diciembre de 2021 la Sociedad Geológica de Chile presentó un reclamo al programa Ruta 5, donde se aseveró que las Torres del Paine son un volcán, que los dinosaurios se extinguieron por la última glaciación o que la glaciación fue en el periodo cretácico.

## Fallecimiento
La madrugada del 23 de mayo de 2024 se dio a conocer el fallecimiento del periodista a causa de un paro cardiaco. Iturra se encontraba en Chile pernoctando en el departamento de su madre. Su velorio incorporó rituales del budismo, religión a la cual se convirtió desde el catolicismo, luego de su acercamiento con la cultura oriental.

## Filmografía

### Televisión
- Cultura salvaje (2012)
- Cultura sagrada (2013)
- Cultura milenaria (2014)
- Maravillas del mundo (2015-2023)
- Cultura indomita (2016)
- El transiberiano (2017)
- Oceanía el quinto continente (2018)
- Ruta 5 (2019-2022)
- El viaje de mi vida (2020)
- La ruta de la Patagonia (programa póstumo, 2024)[33]